# Hylephila phyleus
Hylephila phyleus là một loài bướm thuộc họ Bướm nhảy.

## Hình ảnh

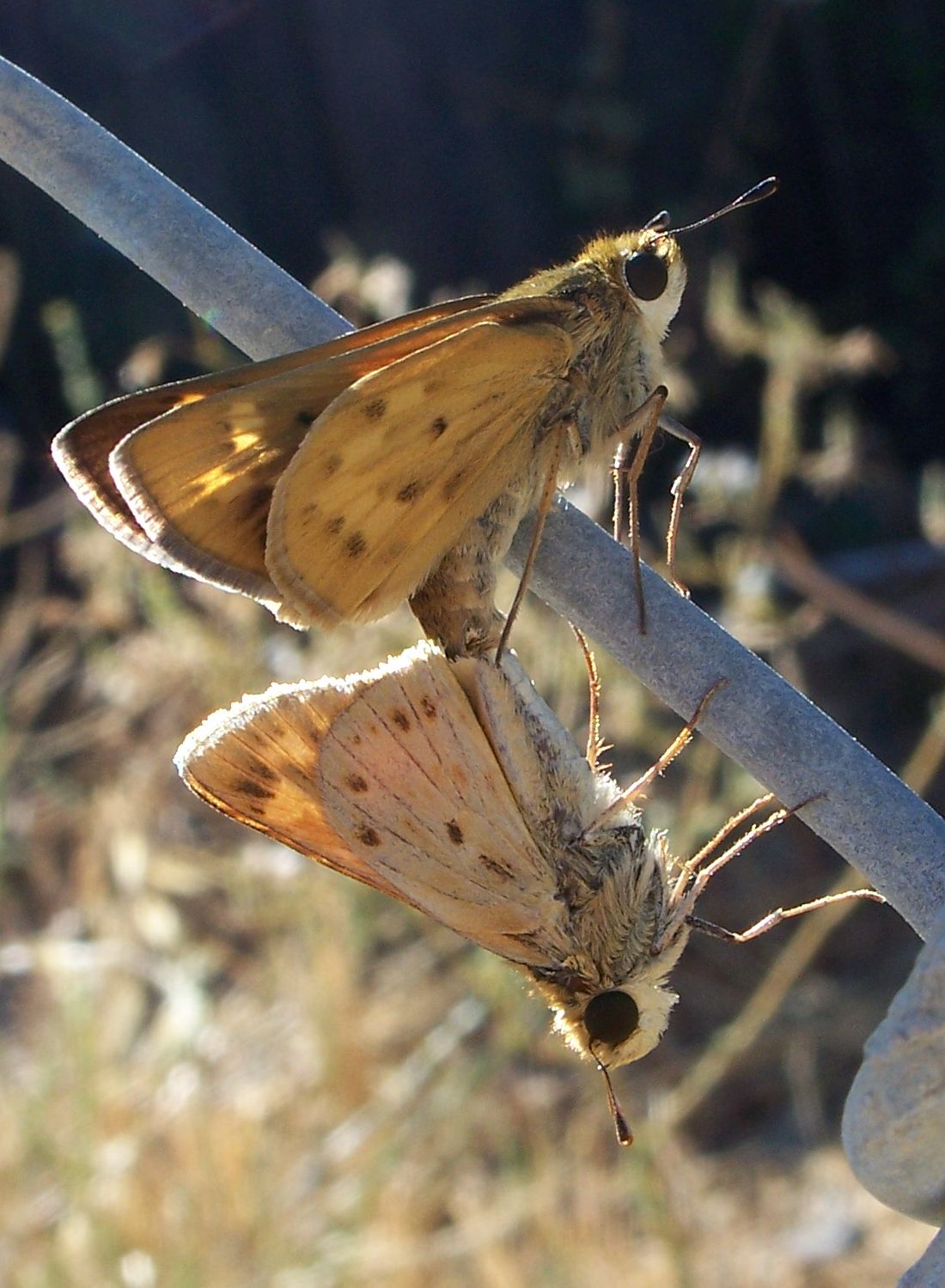
Mating, female on top
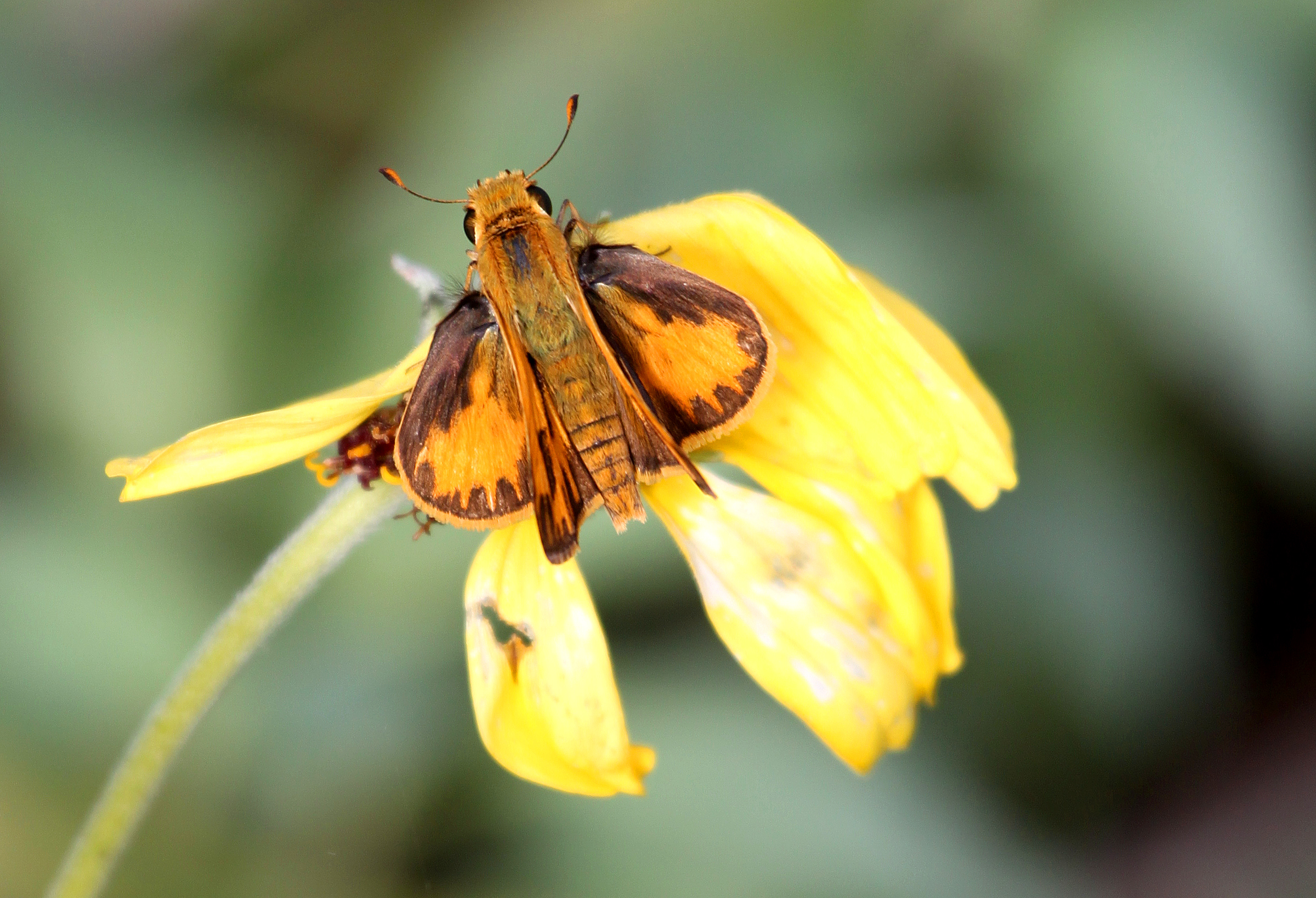
Fiery Skipper on Bush Sunflower